# Бирлешть (Бістра, Алба)
Бирлешть, Бирлешті (рум. Bârlești) — село у повіті Алба в Румунії. Входить до складу комуни Бістра.
Село розташоване на відстані 315 км на північний захід від Бухареста, 46 км на північний захід від Алба-Юлії, 58 км на південний захід від Клуж-Напоки.

## Населення
За даними перепису населення 2002 року у селі проживали 59 осіб, усі — румуни. Усі жителі села рідною мовою назвали румунську.